# 로니 레인
로니 레인(Ronnie Lane, 1946년 4월 1일 ~ 1997년 6월 4일)는 영국의 음악가이자 작곡가로, 록 밴드 스몰 페이시스 (1965–69)와 페이시스 (1969–73)의 베이시스트이자 공동 창립자였다.